# Cadavere a spasso
Cadavere a spasso è un film del 1965 diretto da Marco Masi.

## Trama
Il direttore di un giornale, incarica Nicolino di preparare un servizio su di un ladro internazionale chiamato Fantasma. Nicolino che è un giovane giornalista praticante che ambisce a diventare famoso, corre insieme a Patrizia, sua collaboratrice, in un motel. Giunti al motel, Patrizia, trova dentro il suo armadio un cadavere. Il cadavere, che poi è solo addormentato, si trova nell'armadio perché Serena che è l'amante di Floriano, ha preparato un potente sonnifero per il marito Ottavio, che Floriano per errore aveva bevuto. Serena credendo che Floriano sia morto, lo nasconde nell'armadio. Nicolino e Patrizia per non essere accusati di omicidio cercano di sbarazzarsi del cadavere, ma Floriano poi si sveglia all'improvviso.

## Conosciuto anche come
- Italia (titolo della ristampa): Strana notte al Grand Hotel
- Italia (titolo provvisorio): Un cadavere a passeggio